# Ърл Калоуей
Ърл Калоуей (на английски: Earl Calloway) е американски баскетболист, който има и българско гражданство.
Роден е на 30 септември 1983 година в Атланта, Джорджия. От 2002 година играе в университетски отболи, а от 2007 година – в професионални клубове, главно в Европа. През 2010 година получава българско гражданство, за да участва в Европейското първенство с българския национален отбор.